# Nicolea zostericola
Nicolea zostericola är en ringmaskart som beskrevs av Örsted 1844. Nicolea zostericola ingår i släktet Nicolea och familjen Terebellidae. Arten är reproducerande i Sverige. Inga underarter finns listade i Catalogue of Life.